# Nastro d'argento speciale
Il Nastro d'argento speciale è un riconoscimento cinematografico italiano assegnato annualmente dal Sindacato Nazionale Giornalisti Cinematografici Italiani nell'ambito della consegna dei Nastri d'argento.

## Albo d'oro
- 1951
  - Luigi Rovere per la serietà della sua produzione
  - Michelangelo Antonioni per i valori stilistici ed umani di Cronaca di un amore
- 1952
  - Paolo Stoppa per il complesso della sua attività
  - Giulio Giannini per la fotografia a colori di alcuni documentari
- 1953
  - Gino Cervi per il complesso della sua attività
- 1954
  - Lea Padovani per il complesso della sua attività
  - Antonio Pietrangeli per Il sole negli occhi
- 1976
  - Pietro Germi alla memoria
- [1995] [Massimo Troisi] (postumo)
- 1997
  - Marcello Mastroianni, protagonista del mondo del cinema. (postumo)
  - La freccia azzurra, film d'animazione prodotto in Italia.
- 1998
  - Nino Baragli, per la sua straordinaria carriera da montatore
  - Anna Maria Tatò, Marcello Mastroianni - Mi ricordo, sì, io mi ricordo
  - Aldo, Giovanni e Giacomo, Tre uomini e una gamba, per l'esperto uso di un cortometraggio.
- 1999
  - Enzo D'Alò, La gabbianella e il gatto
  - Ennio Morricone, La leggenda del pianista sull'oceano, per la ricerca musicale nel comporre una colonna sonora cinematografica.
- 2000
  - Tom Cruise
  - Vittorio Gassman (postumo)
- 2001
  - Armando Trovajoli
- 2002
  - Ferruccio Amendola (postumo)
- 2003
  - Luis Enríquez Bacalov
  - Alberto Sordi (postumo)
  - Carlo Verdone
- 2005
  - Suso Cecchi d'Amico
  - Mario Monicelli
  - Bruno Bozzetto per l'animazione di Looo (fra i premi assegnati ai cortometraggi)
  - Claudio Noce per la produzione di Aria (fra i premi assegnati ai cortometraggi)[1][2]
- 2006
  - Dante Ferretti per la scenografia di The Aviator
  - Gabriella Pescucci per i costumi di La fabbrica di cioccolato (Charlie and the Chocolate Factory)
  - Nicola Piovani per la musica di La tigre e la neve
  - Pietro Scalia per il montaggio di Memorie di una geisha (Memoirs of a Geisha)
- 2007 (assegnati per l'impegno e il particolare exploit artistico e professionale dell'annata)[3]
  - Fausto Brizzi «regista esordiente di Notte prima degli esami (2006), che a tempo di record ha confermato di aver fatto centro sul pubblico con una seconda prova, Notte prima degli esami - Oggi (2007) decisamente all'altezza del debutto»[3]
  - Gabriele Muccino «per il successo di un film con il quale ha confermato un talento internazionale, conquistando la stima e l'attenzione di un mondo, e di un mercato, quello hollywoodiano, fino alle nomination per gli Oscar»[3]
  - Michele Placido per «la straordinaria versatilità con la quale ha siglato, da attore non protagonista, non un film ma una bella stagione: una prova di alta qualità professionale che conferma una personalità unica, nel panorama del cinema italiano. E mai scontata»[3]
- 2009
  - Raoul Bova per la produzione del cortometraggio di denuncia sulla pena di morte 15 seconds e del film Sbirri[4]
  - Piera Degli Esposti come «non protagonista dell'anno per le numerose interpretazioni da partecipazioni che hanno lasciato il segno»[4] - Il divo, L'uomo che ama, Giulia non esce la sera
- 2010: Le quattro volte, regia di Michelangelo Frammartino «per il realismo poetico e le emozioni di un film sorprendente»[5]
- 2011: Pupi Avati «per la sua Sconfinata giovinezza cinematografica e soprattutto per un film che affronta con delicatezza e straordinaria intensità un tema personale e sociale importante, cinematograficamente inedito»[6]
- 2013: 
  - Toni Servillo per Bella addormentata, Viva la libertà e La grande bellezza
  - Roberto Herlitzka alla carriera
  - Sergio Castellitto e Margaret Mazzantini.
- 2014:
  - Francesco Rosi alla carriera
  - Marina Cicogna alla carriera
  - Piero Tosi alla carriera
  - Alice Rohrwacher per Le meraviglie
  - Ettore Scola, Luciano Ricceri, Luciano Tovoli e Andrea Guerra per Che strano chiamarsi Federico
  - Sartoria Trappetti per i 50 anni della Sartoria
- 2016: 
  - Toni D'Angelo per Filmstudio Mon Amour
- 2017: 
  - Sciuscià 70 di Mimmo Verdesca «Nastro Speciale del 70° del Sngci, che riproduce il "Nastrino" della prima edizione del 1946»
  - Giuliano Montaldo come protagonista di Tutto quello che vuoi di Francesco Bruni
- 2018:[7]
  - Al cast di A casa tutti bene di Gabriele Muccino

- 2019[8]: 
  - Adriano Panatta per il suo cameo ne La profezia dell'armadillo
  - Noemi per l'interpretazione della canzone Domani è un altro giorno in Domani è un altro giorno
  - Serena Rossi per Io sono Mia

- 2020:
  - Lorenzo Mattotti per La famosa invasione degli orsi in Sicilia
- 2021
  - Renato Pozzetto - Lei mi parla ancora[9]
  - Giuliano Sangiorgi per il cameo in Tutti per 1-1 per tutti
- 2022
  - Laura Morante
  - Jonas Carpignano per A Chiara
  - Drusilla Foer per il cameo in Sempre più bello[10]
- 2023
  - Giovanna Ralli alla carriera, tornata sul set con Marcel!
  - Michele Placido nell’anno de L’ombra di Caravaggio e di Orlando
  - Giovanni Veronesi per il cameo ne La divina cometa di Mimmo Paladino[11]